# Вавринюк Юрій Іванович
Ю́рій Іва́нович Вавриню́к (нар. 30 березня 1963, c. Зимне, Володимир-Волинський р-н, Волинська область) — український поет, письменник, публіцист, головний редактор журналу «Благовісник». Автор поетичних збірок «Чекання» (1997), «Дзвони вічності» (2005), «Мовчазні діалоги» (2017). У творчості переважають християнські мотиви, в поезії — релігійна, філософська та громадянська лірика. Член Спілки християнських письменників України, голова Волинського осередку Спілки християнських письменників України.

## Творча діяльність
Вперше почав друкуватися як поет на початку 1990-х років у періодичних виданнях «Жива вода», «Християнська нива», «Голос надії».
У 1997 р. у видавництві «Надстир'я» вийшла перша збірка «Чекання», яка складалася з трьох розділів: українська поезія, російська поезія та оповідання.  
У 2005 році у видавництві журналу «Благовісник» вийшла друга поетична збірка «Дзвони вічності».
У 2017 році вийнла третя поетична збірка «Мовчазні діалоги».
Друкувався в колективних збірниках «На лузі Господньому» (2007, видавництво «Свічадо», упорядник Галина Кирієнко), «Поезія віри»(2010, видавництво журналу «Благовісник», упорядник Юрій Вавринюк), «Золота книжка: поезії» (2012, видавництво «Братське», упорядник Галина Кирієнко, серія «Християнська читанка»), «Осоння віри» (2013, студія «Слово», упорядник Василь Мартинюк).
Окремі вірші та оповідання друкувалися в журналах «Благовісник», «Свічник», «Євангельська нива», інтернет-виданнях.
Є автором та засновником інтернет-проекту «Українська християнська поезія» (заснований у 2006 р.).
Був одним із організаторів Спілки християнських письменників України у 2007 р., утворивши та очоливши Волинський осередок, головою якого є донині.
Як член спілки та поет бере участь у творчих зустрічах в бібліотеках, університетах, церковних громадах, в літературних студіях Волинського обласного радіо та радіо «Луцьк».
У 2015 р. був організатором Першого всеукраїнського фестивалю Якова Бузинного «Жива вода на рани України», заснованого СХПУ.
Лауреат Другого всеукраїнського конкурсу Якова Бузинного «Збережемо сім'ю — захистимо християнське майбутнє» (Львів, 13-14 травня 2016 р.).
Твори Ю. Вавринюка використані у підготовці підручників української мови для 5 та 11 класу загальноосвітніх шкіл (автори О. В. Заболотний, В. В. Заболотний).
3 2015 є почесним членом журі Літературного конкурс ім. Джона Буньяна, разом с такими письменниками як  Надійка Гербіш та Богдан Галюк. Конкурс було започатковано сумісними зусиллями служіння «5 ХЛІБІВ та 2 РИБИ» та відділу освіти ХВЄ.

## Журналістська та публіцистична діяльність
Юрій Вавринюк з 1996 року працює головним редактором журналу «Благовісник» (орган Церкви християн віри євангельської.
Працює публіцистом, друкувався у журналах «Благовісник», «CREDO», «Євангельський голос», «Євангельська нива», «Свічник», газетах «Голос надії», «Вірую». Тематика статей: історія Церкви, морально-етичні проблеми суспільства, виклики сучасного суспільства щодо життя та діяльності Церкви.
Автор історичного дослідження «Передумови та причини зародження та розвитку п'ятидесятницького руху на Волині», підготовленого в рамках "Міжнародної науково-практичної конференції «П'ятидесятництво в Західній Україні: історія та сучасність» (2015 р., видання Львівської богословської семінарії), та історичної довідки «80 років Союзу церков християн віри євангельської України» (2009, Луцьк, «Благовісник»).
Веде особистий блог в інтернет-виданні РІСУ.
Вважає, що "Розповісти про Бога, не називаючи Його" є узагальненням суті якісної християнської поезії. На його думку, християнська поезія, окрім того, щоб бути духовною,  повинна бути якісною, містити багату художню мову, якомога менше використовувати кліше та називання імені Бога без потреби, та навпаки описувати Божу велич всіма можливими художніми засобами. 
Проживає у м. Устилуг, Волинська обл.

## Церковна діяльність
Юрій Вавринюк є членом комітету Церкви християн віри Євангельської України.

## Публікації

### Поетичні збірки
- Юрій Вавринюк. Чекання. — Луцьк : Надстир'я, 1997. — С. 76. — 3000 прим. — ISBN 978-966-517-036-8.
- Юрій Вавринюк. Дзвони вічності. — Луцьк : Благовісник, 2005. — 80 с. — 2000 прим. — ISBN 978-966-764-356-5.
- Юрій Вавринюк Мовчазні діалоги. — Нововолинськ : Формат, 2017. — 96 с.— 1000 прим. ISBN 966-2557-48-0

### Поза збірками
- Поза збірками, Сайт «Творчість Юрія Вавринюка» [Архівовано 3 березня 2016 у Wayback Machine.]

### Колективні збірки
- Колектив авторів. На лузі Господньому / Галина Кирієнко. — Львів : Свічадо, 2007. — С. 76. — ISBN 978-966-395-126-3.
- Колектив авторів. Поезія віри / Юрій Вавринюк. — Луцьк : Благовісник, 2010. — 272 с. — 3000 прим. — ISBN 978-966-833-333-0.
- Колектив авторів. Золота книжка: поезії / Галина Кирієнко. — Київ : Братське, 2012. — 256 с. — 1000 прим. — ISBN 978-966-432-105-8.
- Колектив авторів. Осоння віри / Василь Мартинюк. — Луцьк : Слово, 2013. — 120 с. — 1000 прим. — ISBN 978-617-503-115-5.
- Колектив авторів Осоння / Віктор Гребенюк — Луцьк : Вежа-друк, 2016. — 120 с. — 800 прим. — ISBN 978-966-940-009-3

### Історичні дослідження
- Ю. Вавринюк. 80 років Союзу церков християн віри євангельської України. — Луцьк : Благовісник, 2009. — С. 24. — 2000 прим.
- Ю. Вавринюк. Передумови та причини зародження та розвитку п'ятидесятницького руху на Волині / Михайло Мокієнко. — Львів : Львівська біблійна семінарія, 2015.